# Moje piosenki (album Brodki)
Moje piosenki – album Moniki Brodki wydany w roku 2006.
Nagrania dotarły do 7 miejsca na liście OLiS w Polsce i uzyskały certyfikat złotej płyty.

## Lista utworów
Opracowano na podstawie materiału źródłowego.
1. „Bajeczka (Intro)” (muz. Bogdan Kondracki, sł. Leszek Kaźmierczak) – 0:50
2. „Śpij” (muz. Ania Dąbrowska, sł. Monika Brodka, Ania Dąbrowska) – 4:16
3. „Glock” (muz. Monika Brodka, Bogdan Kondracki, sł. Monika Brodka, Karolina Kozak) – 2:56
4. „Znam cię na pamięć” (muz. Ania Dąbrowska, Szymon Folwarczny, sł. Ania Dąbrowska) – 3:23
5. „Miał być ślub” (muz. Bartek Kapłoński, sł. Ania Dąbrowska) – 2:17
6. „Za mało wiem” (muz. Roch Poliszczuk, Jerzy Runowski, sł. Monika Brodka, Ania Dąbrowska) – 2:59
7. „Taka jak wszystkie” (muz. Bogdan Kondracki, Ania Dąbrowska, sł. Ania Dąbrowska) – 2:40
8. „Samochody i tramwaje” (muz. Marcin Macuk, sł. Leszek Kaźmierczak) – 2:58
9. „Zagubiony” (muz. Bogdan Kondracki, Ania Dąbrowska, sł. Monika Brodka, Ania Dąbrowska) – 3:06
10. „At Last” (muz. Szymon Folwarczny, Ania Dąbrowska, sł. Karolina Kozak) – 3:10
11. „Rejs 72” (muz. Bogdan Kondracki) – 5:56
12. „Gdziekolwiek jesteś” (muz. Seweryn Krajewski, sł. Monika Brodka, Ania Dąbrowska) – 3:47
13. „C.D.N. (Outro)” (muz. Bogdan Kondracki) – 1:18

## Twórcy
Opracowano na podstawie materiału źródłowego.

- Monika Brodka – wokal prowadzący
- Robert Cichy – bałałajka, banjo, gitara, głos
- Ania Dąbrowska – wokal wspierający
- Tomasz Duda – flet, saksofon
- Bogdan Kondracki – gitara basowa
- Jacek Lachowicz – perkusja
- Marcin Macuk – gitara basowa, gitara, perkusja
- Marek Napiórkowski – gitara
- Jan Smoczyński – fortepian
- Andrzej Smolik – harmonijka ustna
- Filip Szymaniak – skrzypce
- Marcin Ułanowski – perkusja
- Tomasz Zietek – trąbka